# Podagricomela
Podagricomela is een geslacht van kevers uit de familie bladkevers (Chrysomelidae).
De wetenschappelijke naam van het geslacht werd in 1924 gepubliceerd door Heikertinger.

## Soorten
- Podagricomela bakeri Medvedev, 1996
- Podagricomela cuprea Wang, 1990
- Podagricomela decempunctata Medvedev, 2002
- Podagricomela flavitibialis Wang, 1990
- Podagricomela grossa Medvedev, 2002
- Podagricomela metallica Medvedev, 1997
- Podagricomela nigripennis Medvedev, 1996
- Podagricomela nigripes Medvedev, 1993
- Podagricomela philippina Medvedev, 1996
- Podagricomela sordida Medvedev, 2002
- Podagricomela taiwana Medvedev, 2002
- Podagricomela vietnamica Medvedev, 2002
- Podagricomela viridicyanea Medvedev & Sprecher-Uebersax, 1997